# Cryphia galathea
Cryphia galathea är en fjärilsart som beskrevs av Miller 1874. Cryphia galathea ingår i släktet Cryphia och familjen nattflyn. Inga underarter finns listade i Catalogue of Life.